# Catenet
Catenet - pronunciato cat-en-et – è un termine coniato nel 1974 da Louis Pouzin, direttore della costruzione della rete CYCLADES in Francia all'inizio degli anni 70, nella relazione A Proposal for Interconnecting Packet Switching Networks
Il termine definisce una delle prime tecnologie a commutazione di pacchetto che si poneva l'obiettivo di superare la modalità Local Area Network attivando un collegamento tra dispositivi distanti tramite wireless, creando una “rete di reti”.
Il modello non ha avuto fortuna perché, nel frattempo, lo sviluppo del protocollo TCP/IP ha reso Arpanet punto centrale per lo sviluppo di internet.
Temporalmente la sua invenzione coincideva con Arpanet, il primo network operativo per l'invio di pacchetti di dati, il primo ad utilizzare , alla base del moderno internet.  Limiti del catenet di Pouzin erano il diverso formato con cui i dati arrivavano a destinazione rispetto a come erano stati trasmessi, e la mancata implementazione del protocollo TCP/IP.